# 리튬 12-하이드록시스테아레이트
리튬 12-하이드록시스테아레이트(영어:Lithium 12-hydroxystearate)는 리튬의 지방산염으로 분류되는 화합물이다. 화학에서 ‘비누;soap’는 지방산의 염을 나타낸다. 리튬 12-하이드록시스테아레이트는 흰색 고체이다. 리튬 지방산염은 여러 윤활유의 주요 요소이다.

## 사용
리튬 12-하이드록시스테아레이트는 높은 산화 안정도와 200도 주위의 적점을 가지고 있다. 오늘날 전동 이동수단, 비행정, 중장비등에 쓰이는 대부분의 기름은 스테아린산 리튬을 포함하는데, 주로 리튬 12-하이드록시스테아레이트이다. 그리스(greases)는 여러 다른 금속 비누의 추가로 만들어질 수 있다. 몇몇 기름들은 나트륨, 바륨, 리튬, 그리고 칼슘비누로 (구성되어있다.) (리튬 비누 기름은 그들의 방수 그리고 산화안정성과 역학적 안정성으로 선호된다.) 기름에 의존하여, 그들은 높은 온도나 낮은 온도에서도 좋은 활동성을 가지지만, 둘 모두는 가지지 못한다.

## 합성
리튬 12-하이드록시스테아레이트를 만들기 위해서는, 수산화리튬과 지방산을 수성 용매에서 결합해야 한다. 격렬한 반응으로, 수산화리튬 일수화물은 끓는점보다 약간 낮은 온도로 가열된 물에 있는 지방산에 서서히 추가된다. 이런 리튬비누는 걸러지기 어렵기 때문에, 그들은 분무건조법으로 수집된다. 응용으로는(for applications), 리튬 12-하이드록시스테아레이트는 주로 실리콘 기름과 에스테르 기름과 같은 인공기름으로 흩어진다. 인공기름들은 그들의 더 좋은 안정성과 극한의 온도에서도 활동할 수 있는 능력으로 인해 선호된다.
리튬 12-하이드록시스테아레이트산은 피마자유의 수소 첨가로 만들어진다. 대부분의 이중결합의 포화의 1차 반응 후, 수산기의 건조와 감소는 스테아르산이 된다. 수소 첨가된 피마지유는 리튬 12-하이드록시스테아레이트산과 스테아르산이 섞여서 만들어지는 결과물이다.